# Un'ora sola ti vorrei (brano musicale)
Un'ora sola ti vorrei è un brano musicale italiano composto nel 1938 su versi di Umberto Bertini da Paola Marchetti per la commedia musicale Una voce nell'ombra. 

## Incisioni
È stato inciso una prima volta nel 1938 da Nuccia Natali, accompagnata dall’orchestra di Pippo Barzizza, (come lato B del 78 giri È arrivato l'ambasciatore/Un'ora sola ti vorrei, Parlophon, GP-92505) per l'edizione italiana del film Maman Colibri diretto da Jean Dréville e nello stesso anno nel 78 giri Un'ora sola ti vorrei/Roselline, Parlophon, GP-92783); l'anno seguente lo interpretò Fedora Mingarelli nel 78 giri Un'ora sola ti vorrei/Senti l'eco (Parlophon, GP 93055; il brano sul lato B è cantato da Laura Barbieri con il Trio Lescano), e con questa incisione divenne popolarissimo. Dal regime fu guardata con sospetto e considerata addirittura una canzone "della fronda" perché molti cantavano i versi “Un’ora sola ti vorrei per dirti quello che non sai” con lo sguardo rivolto a un ritratto di Mussolini. Ebbe un ritorno di grande popolarità nel 1967 con la versione beat degli Showmen e con quella di Ornella Vanoni cantata a Canzonissima l'anno seguente, ma è da considerarsi una sorta di evergreen della canzone italiana, venendo riproposta più volte nel corso degli anni. E' cantata pure da Stefania Sandrelli nel film "La chiave" di Tinto Brass (1983), ambientato nel 1940.

## Cover
Il brano ha avuto negli anni numerose incisioni. Tra le più famose si ricordano:
- 1956: Gianni Marzocchi, EP I successi di Gianni Marzocchi (Cetra, EP 0556)[7]
- 1962: Emilio Pericoli, album Amori dei nostri anni ruggenti (Dischi Ricordi, MRL 6021)[8]
- 1963: Ferruccio Tagliavini, album Le canzoni di papà (RCA Italiana, PSL 103556)[9]
- 1963: Tino Vailati, album Le canzoni più belle del mondo (Nuova Enigmistica Tascabile, CP 41)[10]
- 1967: Ornella Vanoni, 45 giri Un'ora sola ti vorrei/Non finirà (Ariston Records, AR 0240)[11]
- 1968: The Showmen, 45 giri Un'ora sola ti vorrei/Ma perché ami il gatto? (RCA Italiana, PM 3428)[12]

Altre versioni sono state realizzate da Luciano Virgili, Dorsey Dodd (strumentale per l'album Intimità, Vedette, VPAS 874), da Nicola Arigliano, da Fausto Leali, da Giorgia (1997), da Claudio Villa, da Bianco, Daniele Celona e Nadàr Solo (2015).
Tra gli artisti stranieri si segnala la versione di Neil Sedaka, inserita nel 1966 nell'album Smile (RCA Victor, LPM 10181) e la versione del pianista tedesco Christian Pabst, inserita nel 2023 nell'album The Palm Tree Line (jazzsick, 5170JS).